# Cherry Jones
Cherry Jones (přech. Jonesová, * 21. listopadu 1956, Paris, Tennessee, USA) je americká divadelní, filmová a televizní herečka. Je držitelkou několika ocenění, včetně tří cen Emmy a dvou cen Tony. 

## Umělecká kariéra
Jones je uznávanou divadelní herečkou. Svůj debut na Broadwayi zaznamenala ve hře Stepping Out (1987). Získala dvě ceny Tony za nejlepší herečku v divadelní hře za role ve hrách The Heiress (1995) a Doubt (2005). Obdržela dále tři nominace na cenu Tony za role ve hrách Our Country's Good (1991), A Moon for the Misbegotten (2000) a The Glass Menagerie (2014).
Je také známá pro svou práci v televizi, svou průlomovou roli zaznamenala v dramatickém seriálu Západní křídlo (2004) společnosti NBC. Známou se stala díky roli prezidentky Allison Taylor v akčním seriálu 24 hodin (2009–2010) společnosti Fox, za nějž obdržela cenu Emmy za nejlepší ženský herecký výkon ve vedlejší roli v dramatickém seriálu. Za své role v dramatických seriálech Příběh služebnice (2017–) a Boj o moc (2018–2023) obdržela dvě ceny Emmy za nejlepší ženský herecký výkon v hostující roli v dramatickém seriálu v letech 2019 a 2020.
Objevila se také ve filmech jako Zaříkávač koní (1998), Erin Brockovich (2000), Znamení (2002), Vesnice (2004), Amelia (2009), Pan Bobr (2011), Deštivý den v New Yorku (2019) a Očima Tammy Faye (2021).

## Osobní život
Téměř dvacet let žila ve vztahu s architektkou Mary O'Connorovou, v letech 2004–2009 pak byla její partnerkou herečka Sarah Paulsonová. V roce 2005 se vdala za švýcarskou filmařku Sophie Huberovou.